# The Night Comes for Us
Pour plus de détails, voir Fiche technique et Distribution.
The Night Comes for Us est un film américano-indonésien réalisé par Timo Tjahjanto, sorti en 2018.

## Synopsis
Alors qu'il rentre d'un séjour à l'étranger, Ito, un exécuteur de gangs, est mêlé à une violente insurrection au sein d'une famille des Triades dont il fait partie.

## Fiche technique
- Titre : The Night Comes for Us
- Réalisation : Timo Tjahjanto
- Scénario : Timo Tjahjanto
- Musique : Aria Prayogi et Fajar Yuskemal
- Photographie : Gunnar Nimpuno
- Montage : Arifin Cu'unk
- Production : Todd Brown, Wicky V. Olindo, Sukhdev Singh, Nick Spicer, Kimo Stamboel, Timo Tjahjanto et Mike Wiluan
- Société de production : Infinite Frameworks Studios, Screenplay Infinite Films et XYZ Films
- Société de distribution : Netflix
- Pays :  Indonésie et  États-Unis
- Genre : Action et thriller
- Durée : 121 minutes
- Dates de sortie : 19 octobre 2018
- Classification : 18+ (source Netflix[1])

## Distribution
- Iko Uwais : Arian
- Joe Taslim (en) : Ito
- Julie Estelle : l'Opératrice
- Zack Lee : Bobby
- Salvita Decorte : Shinta
- Sunny Pang : Chien Wu
- Hannah Al Rashid : Elena
- Dian Sastrowardoyo : Alma
- Abimana Aryasatya : Fatih
- Asha Kenyeri Bermudez : Reina
- Revaldo : Yohan
- Dimas Anggara : Wisnu
- Ronny P. Tjandra : Aliong

## Accueil
Le film a reçu un accueil plutôt favorable de la critique. Il obtient un score moyen de 69 % sur Metacritic.